# Федорчук Богдан Петрович
Богдан Петрович Федорчук (нар. 16 березня 1959, с. Ланівці, Україна) — український господарник, громадсько-політичний діяч, меценат. Депутат Тернопільської обласної і Борщівської районної рад.
Чоловік Олександри Федорчук.

## Життєпис
Закінчив Тернопільський фінансово-економічний інститут (1985) (нині - Західноукраїнський національний університет). Працював у Борщівському райсільгоспуправлінні (1981—1985); головою агрофірми «Промінь» (1987—1993, с. Кривче Борщівського району); генеральним директором фірми «Прометей» (1993—2004); заступником начальника ДПА в Тернопільської области (2004—2005); у м. Київ: 1-й заступник генерального директора «Укрмедстандарт»; директора підприємства «Державний центр стандартизації, метрології і сертифікації» (2005); голова Комітету державного резерву України (2005—2006); від 2006 — віцепрезидент фірми «Асоціація «Київ».
Меценат: будівництва церкви у с. Тулин Борщівського району, каплиці Борщівської Божої Матері, опорядження Собору Борщів Божої Матері, капітального ремонту хірургічного відділення Борщівської ЦРКЛ, видання книги Марії та Петра Довгоший.
Благодійник: дитячого будинку-інтернату в смт Мельниця-Подільська Борщівського району.

## Нагороди
- орден Святого Рівноапостольного князя Володимира Великого,
- орден «За заслуги» III ступеня (2020)[1].